# کشتی اسکورت ایشیگاکی
کشتی اسکورت ایشیگاکی (به انگلیسی: Japanese escort Ishigaki) یک زیردریایی بود که طول آن ۷۷٫۷ متر (۲۵۵ فوت) بود. این زیردریایی در سال ۱۹۴۰ ساخته شد.